# Języki zachodnioczadyjskie A
Języki zachodnioczadyjskie A – w klasyfikacji Paula Newmana z 1990 roku jest to podgałąź zachodniej gałęzi rodziny języków czadyjskich. Zaliczają się do niej 44 języki, używane w Nigerii. 
Paul Newman podzielił języki zachodnioczadyjskie „A” na następujące grupy językowe:
- Grupa hausa – należą tu języki hausa i gwandara
- Grupa bole – podzielić ją można na dwie podgrupy:

1. języki: bole, bele, kirifi, deno, galumbu, gera, geruma, kwambi, maha, ngamo, karekare
2. języki: kanakuru, kupto, pero, tangale

- Grupa angas — podzielić ją można na dwie podgrupy:

1. języki: angas, czip, kofjar, mupun, sura, goemaj, koenoem, montol, tal
2. język gerka

- Grupa ron — podzielić ją można na dwie podgrupy:

1. języki: ron, karfa, kulere, sza, szagawu
2. język fjer